# Bursići
Bursići (cyr. Бурсићи) – wieś w Bośni i Hercegowinie, w Republice Serbskiej, w gminie Višegrad. W 2013 roku liczyła 3 mieszkańców.